# Порекло презимена села Пепељевац (Лајковац)
Пепељевац је једно од села општине Лајковац.

## Положај села
Пепељевац је испод манастира Боговађа у куту, који граде ставе (реке) Љига и Колубаре. Сеоске куће нису по равници већ по осоју косе, која се од Словца и Костојевца пружа изнад Колубаре. Има кућа и по долинама потока, који се уливају у обе реке. Поједина узвишења на коси су: Велика Страна, Камаљ, Главица и Палеж. Извора је доста. Главнији су извори: Ребинац, Стублина и врело и њима се поглавито село служи. Од текућица, поред поменутих пограничних река су Карановац поток, који долази испод Палежа и утиче у Колубару, и Јеовац, који долази од боговаћке шуме и утиче у Љиг.

## Земље и шуме
Зиратне земље су у долини река. Ове земље су наносне, врло родне а подесне и за ораницу и косаницу. Најлепши део имања зове се Кључ, при ушћу Љига у Колубару, где су најбоље ливаде и пашњаци, докле су поред Колубаре опет најбоље земље за усев кукуруза. Сав јужни крај села до манастирских шума је пошумљен, те отуда је село врло богато шумом и може да подмирује све потребе. Шуме су од лиснатог дрвета и сеоска заједница, позната под именом Пепељевачке Шуме, у простору више од 300 хектара.

## У селу су
Мирковићи, Јовичићи, Јаковљевићи, Селенићи, Павловићи, Каменице, Стојановићи, Урошевићи, Јовановићи, Митровићи, Ковачевићи, Станићи, Матићи, Ранковићи, Брдарићи, Станојевићи, Вукашиновићи, Станојевићи 2 и Вуковићи – сви познати под општим презименом, Бугарићи; затим: Васићи, Мештеровићи, Лукићи, Арсенијевићи, Божићи, Јевтићи, Јањићи, Савковићи, Лазићи, Бојичићи, Васиљевићи, Милићевићи, Филиповићи и Мирковићи. Поред њих има још и цигански крај, познат под именом Палеж.

## Порекло становништва и оснивање села
Старо село је било на Палежу, па су га Турци спалили и раселили. Његове су се породице иселиле у Посавину, Бачку, Срем и Славонију, па прича се да их и данас тамо има. Трагови старог насеља су по шумама палешким, око извора Карановца. Све данашње породице су досељене. Ново село је основала породица Бугарића, досељена преко Крушевца и Краљева из Нишке Каменице, где се раније доселила из Бугарске испод Витоше. Бугарића се доселило три породице у општој сеоби, има их 41 кућа, славе Св. Андрију.
- Божовићи су досељени пред крај 18. века иу Заостре у Полимљу; њих је 8 кућа, славе Ђурђевдан.
- Васиљевићи су из Вујиноваче, досељени у првом устанку од тамошњих Плоштана, има их 4 куће, славе Јовањдан.
- Лукићи су из Голупца, досељени у првом устанку, има их две куће, славе Лучиндан.
- Мештеровићи (узгред буди речено, моја тазбина, оп. Милодан) су из Босне од Бијељине, па се стари Мештер призетио у Лукиће, њих је две  куће, славе Лучиндан и Ђурђиц.
- Филиповићи су досељени са Стубла, има их две куће, славе Јовањдан.
- Милићевићи су из Горњег Лајковца, има их две куће, славе Св. Ћирила.
- Васић је из Палежнице, слави Никољдан.
- Арсенијевић је из Палежнице, слави Никољдан.
- Савковић је из Полома округа рудничког, слави Аранђеловдан.
- Лазић је из Баха, слави Никољдан.
- Бојичић је из Вујиноваче, слави Никољдан.
- Мирковић је из Точи у Полимљу, слави Ђурђиц.
- Вуковић је из Вујиноваче, призетио се у Бугариће, слави Андријевдан и Лучиндан.